# In Treue fest

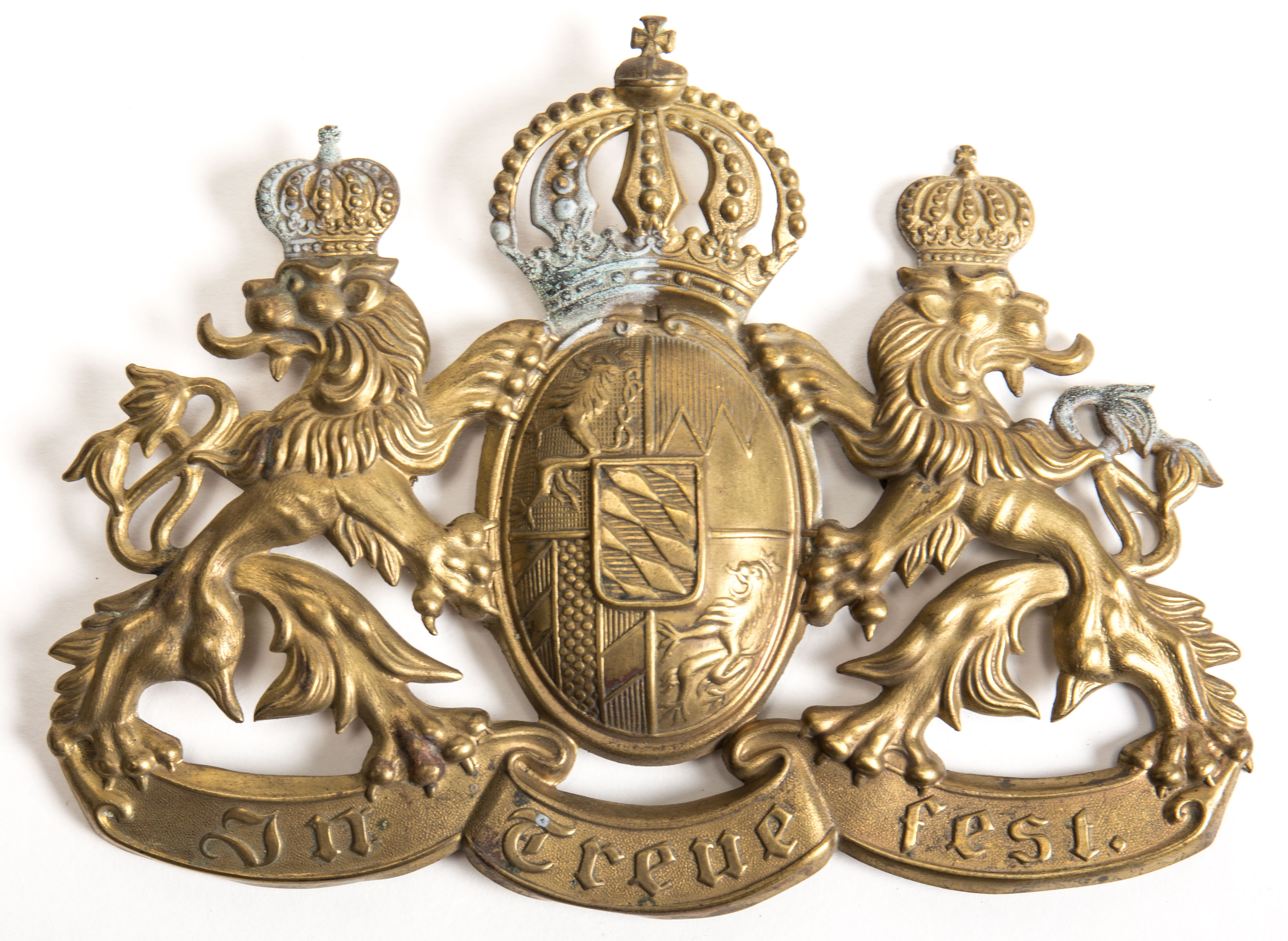
Helmplatte der Bayerischen Armee um 1914 mit dem Wahlspruch „In Treue fest“

In Treue fest war der Wahlspruch des Königreichs Bayern (1805–1918) und dessen Herrscherhauses Wittelsbach. Seit dem Ende des Ersten Weltkriegs wird er sowohl durch bayerische Monarchisten und Kriegervereine, wie auch entsprechende Vereinigungen außerhalb Bayerns genutzt.

## Ursprung

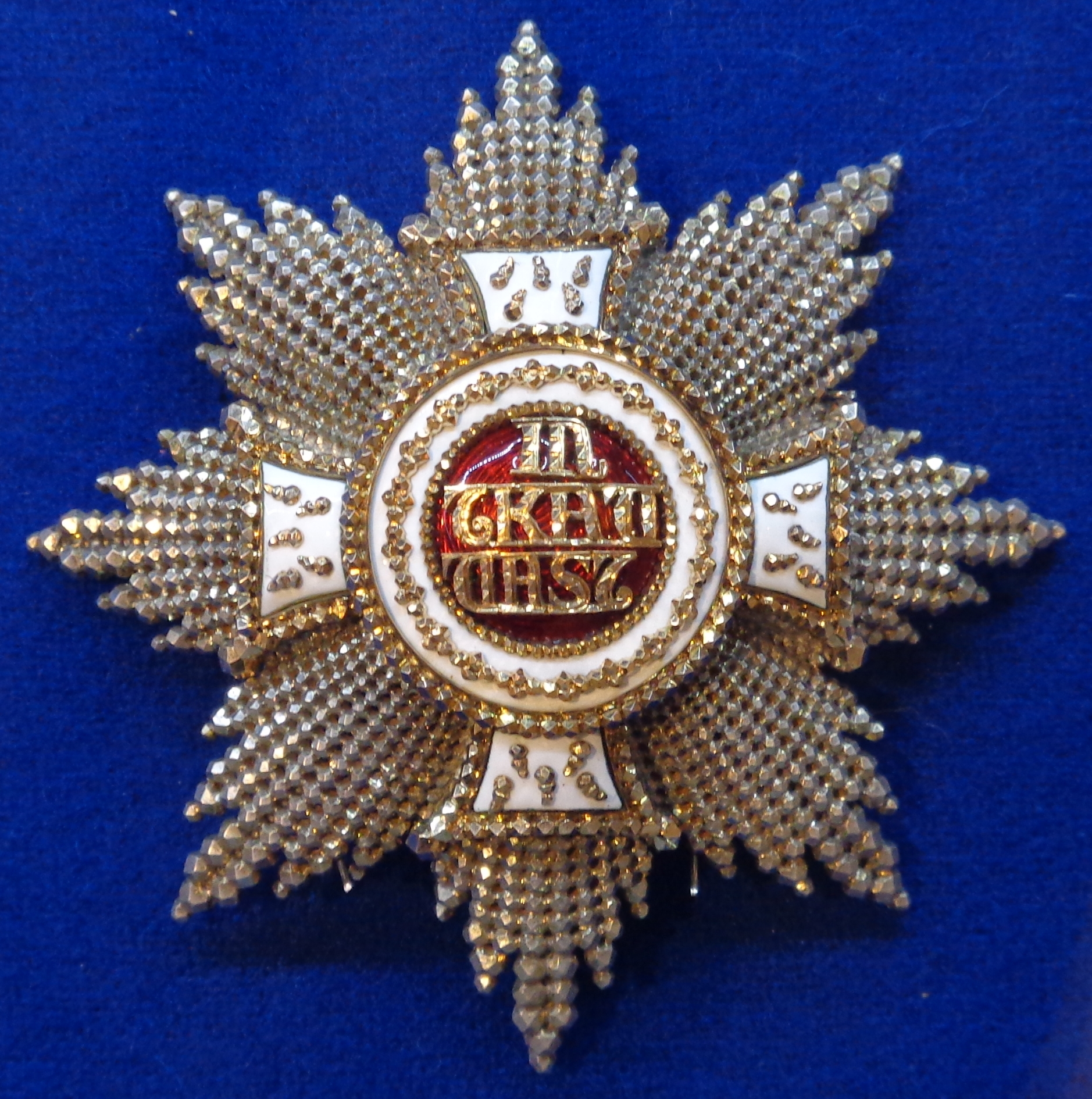
Bruststern des Hubertusordens mit der Ordensdevise In Traw vast

In Treue fest (niederfränkisch In Traw vast) ist die Ordensdevise des 1444 durch Gerhard von Jülich-Berg gestifteten Hubertusordens. 1614 fiel dieses Herzogtum an die Neuburger Linie der Wittelsbacher, die 1685 auch die Kurpfalz erbten. Der Hubertusorden wurde 1708 von Kurfürst Johann Wilhelm von der Pfalz als Hausorden wiederbelebt. Sein Nachfolger König Max Joseph erhob ihn zum ersten und höchsten Orden des bayerischen Königreichs.

## Rezeption

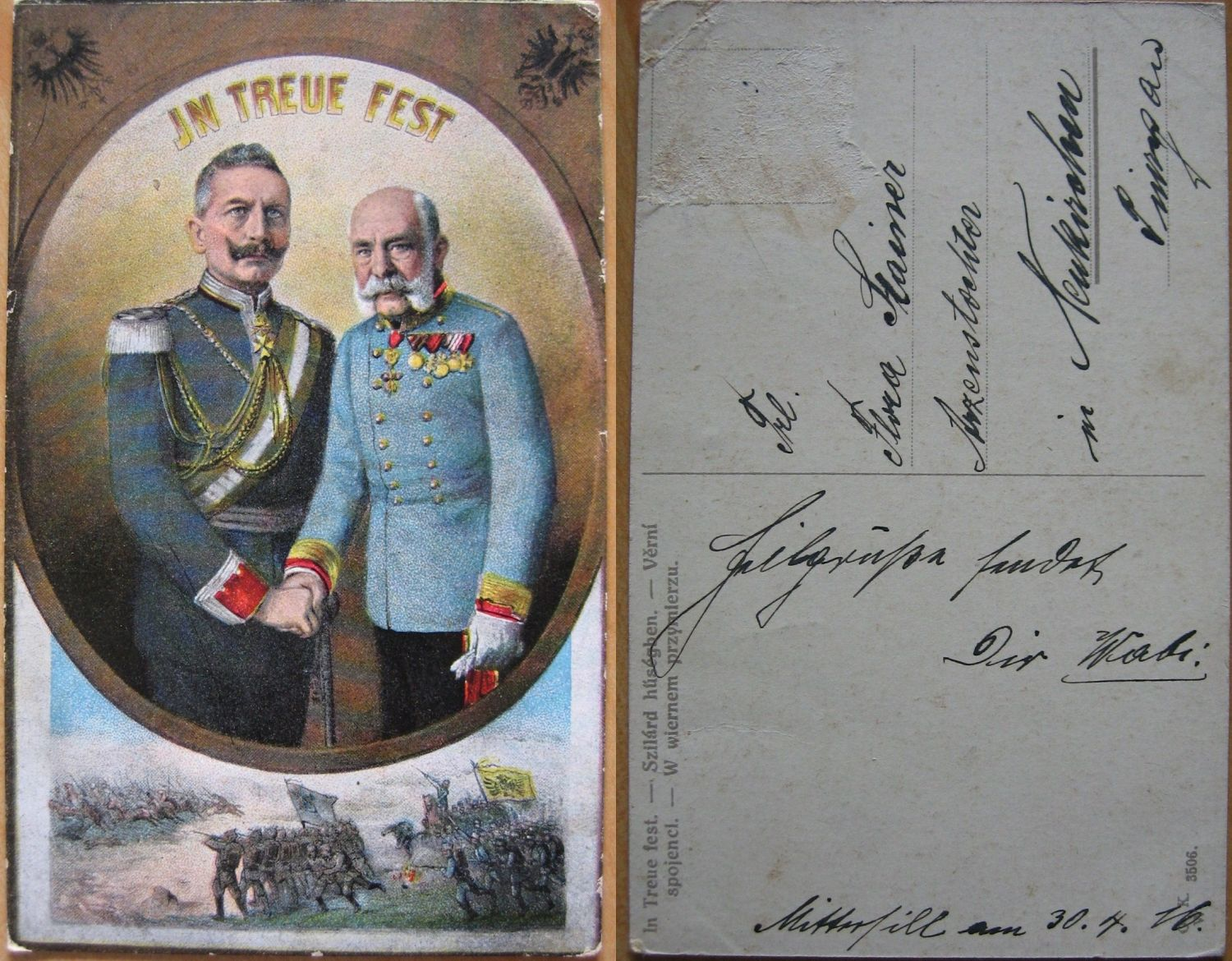
Postkarte aus der Zeit des 1. Weltkriegs (datiert 30. April 1916), den deutschen und den österreichischen Kaiser zeigend mit Inschrift In Treue fest.

Das Motto ist der Titel eines der bekanntesten deutschen Militärmärsche von Carl Teike aus dem Jahr 1903 und eines weiteren von August Högn (1905).
Ab 1909 wurde der Wahlspruch in die Koppelschlösser der Bayerischen Armee geprägt. Während des Ersten Weltkriegs wurde der Wahlspruch laufend auf Postkarten oder anderen Andenken, oftmals mit den Porträts der beiden Kaiser Wilhelm II. und Franz Joseph. Der im Wahlspruch enthaltene Begriff „Treue“ wurde, angesichts der zunehmenden politischen Isolation der Mittelmächte im Vorfeld des Ersten Weltkriegs, nun als Bezug auf die Loyalität zwischen dem Deutschen Reich und Österreich-Ungarn und deren Zweibund interpretiert. In dieser Zeit war das Motto auch Teil einer Version des Argonnerwaldlieds. Bernhard von Bülow prägte für diese bedingungslose Bindung in seiner Reichstagsrede am 29. März 1909 den Begriff Nibelungentreue.
Nach dem Ersten Weltkrieg wurde der Wahlspruch zum Motto der deutschen Monarchisten und Veteranenvereinigungen auch außerhalb Bayerns. So befindet sich der Schriftzug IN TREUE FEST auch an den Kriegerdenkmälern in Sörhausen und Syke in Niedersachsen.
Im Jahr 1921 wurde der Bayerische Heimat- und Königsbund: In Treue fest im Sterneckerbräu in München gegründet. Er wurde von den Nationalsozialisten am 2. Februar 1934 verboten und 1952 wiedergegründet.
Aufgrund seiner Verbindung mit der Monarchie blieb der Wahlspruch, anders als andere deutsche militärische Mottos – vor allem der Begriff Nibelungentreue – frei von einer Verbindung mit dem Nationalsozialismus. Er ist bis heute bei deutschen Vereinigungen, einschließlich dem Tambourcorps „In Treue fest“ (Anstel, gegründet 1919/20),, der 2. Kompanie des Iserlohner Bürgerschützenvereins (IBSV) (Iserlohn, gegründet 1737, in Verwendung seit 1955) und dem Neusser Tambourkorps „In Treue fest“ (Neuss, gegründet 1968) in Verwendung. Die bayerische Studentenverbindung KBStV Rhaetia München (gegründet 1881) hat sich das Motto cum fide virtus, als Übersetzung ins Lateinische des Wittelsbacher Mottos gegeben; KStV Alamannia Tübingen benützt die lateinische Übersetzung In fide firmitas.